# 張炎憲
張炎憲（1947年3月10日—2014年10月3日），日本東京大學博士，著名台灣史學者，2000年到2008年間任國史館館長，曾任台灣教授協會會長，台灣歷史學會會長等職，2013年6月7日接任台灣社社長，於該職任內因心肌梗塞病逝。
出生於1947年二二八事件那一年的張炎憲，台灣嘉義縣中埔鄉人，國立臺灣大學歷史學系學士、歷史學研究所碩士，日本東京大學博士。於1984年回台後，開始任職於中央研究院中山人文社會科學研究所，擔任研究性質的工作，期間並擔任輔仁大學、東吳大學、國立清華大學、中央大學等校的教職。
1991年，以台灣史研究為宗旨的吳三連台灣史料基金會正式成立，並將該會定位為以「民間的、史料的、生活的」台灣民眾史之爬梳工作為主。專攻台灣史的張炎憲，與陳奇祿、吳豐山、林美容、莊永明等人被聘為該基金會董事，以民間的力量，默默從事台灣史研究的耕耘工作。2000年5月，中華民國總統陳水扁任命張炎憲為國史館館長，也開啟了用比較體制化之方式進行台灣史研究的另一個新紀元。
2008年政黨輪替後，張炎憲積極參與社會運動，陸續擔任台灣二二八關懷總會理事長(2008~2012)、台灣教授協會會長(2011~2012)、台灣歷史學會會長(1998~2000，2010~2012）等職；2013年6月接任台灣社社長，任期兩年。
2014年9月26日，張炎憲赴美國做台灣獨立運動口述歷史訪問時，因心肌梗塞送醫；於10月3日美國費城當地時間凌晨5時50分病逝。

## 主要研究領域
傳統的主流歷史教育當中，充斥著帝王將相的興衰，很容易讓教學與學習的人，誤以為歷史不過是朝代更迭、朝名替換的陳年舊帳。然而，這似乎不是張炎憲眼中的歷史研究，對他來講，歷史基本上應當充滿了人性的抉擇，以及對土地與人民的情感。在2003年的一次公開演講當中，張炎憲這樣解釋他自己對台灣之歷史教育的觀點：
「我認為台灣過往的歷史教育，欠缺很重要的兩個元素。一是對土地的感情，一是對真實人性的了解，或者說是真實面對困境或挑戰的如何適應？這兩方面的缺乏，當然與政治文化相關，但在整個社會逐漸邁向民主自由化時，應該針對這問題來修正。」
「這樣的體悟，與我專攻台灣史後，想要追究與突破的問題有關 --- 究竟如何能掌握台灣民眾的觀點，重新發掘台灣人的歷史感情與歷史世界？」
「我懷疑統治者的文獻資料，雖然它們可以解開政策制定過程，與統治者心態的謎底，卻無法刻劃表達被統治者的心聲。因此，我投入二二八事件與五O年代白色恐怖時代的口述歷史訪查工作，希望從民間的角度，找回那個世代台灣人的歷史感情。」
張炎憲以這樣的史觀投入和「二二八事件」、「白色恐怖」、以及「台灣獨立運動」相關的口述史採訪紀錄中。以「二二八事件」而言，他前後出版了十本以上和該事件相關的口述史紀錄(部份書目請參考以下的「主要著作」)，而被某些人譽為台灣「二二八事件」的權威。以「白色恐怖」而言，他和「鹿窟事件」相關的兩本著作，也已經成為該領域的代表性作品。至於久被忽略的「台灣獨立運動」這個議題，更是由他創先在2000年出版兩本和「台灣共和國臨時政府」之參與者相關的口述歷史訪問紀錄，堪稱是這個領域的開路先鋒。
另一方面，他也致力主持台灣歷史的紀錄與史料整理。在他擔任國史館館長期間(2000-2008)，該館出版了許多過去國史館一向忽略的台灣相關作品，例如系列出版《台灣民主運動史料彙編》、《台灣主權論述》、《二二八事件史料彙編(1-18)》、《雷震案史料彙編》(4冊)、《二二八事件辭典》、《台灣勞工運動史料彙編》、《原住民族運動史料彙編》(2冊)、《戰後台灣政治案件案史料彙編》(13冊)、《民主崛起—1980年代台灣民主運動訪談錄》(2冊)···。同時他也主持國家卸任元首與副元首相關史料之紀錄與整理，例如蔣介石的大溪檔案及蔣經國照片的出版、李登輝的口述歷史訪談：《見證臺灣：蔣經國總統與我》、《李登輝總統照片集》以及《李登輝總統訪談錄》的出版；使得國史館的臺灣史角色更為明顯。

## 批評
張炎憲在《二二八事件史料彙編》緒論中說：「二二八受難者及其家屬和社會大眾所渴望的追查元兇、發掘歷史真相，也許在這些檔案中無法得到滿意答案，但藉由對史料檔案的扒梳與研究，已足以重現當時的歷史情境，事件的元兇與歷史真相，早已呼之欲出，祇是找不到白紙黑字的原始證據而已。」張亞中教授與武之璋批評，當時是民進黨執政，張炎憲身為國史館館長，找不到證據卻說“呼之欲出”，是以“有罪推定”方式來羅織罪名。

## 主要著作
（只收入重要專書，單篇論文不收入，照時間順序排列）
- 張炎憲、沈亮主編，《青春‧逐夢‧台灣國系列：釘根》，台北：吳三連台灣史料基金會，2013。
- 張炎憲、許文堂主編，《台灣地位與中華民國體制》（論文集），台北：台灣教授協會，2013.6。
- 張炎憲、林佳和主編，《司法正義與人權：從扁案談起》（論文集），台北：台灣教授協會，2012.12。
- 張炎憲、陳世宏採訪紀錄，《台灣主權與認同外交》，台北：吳三連台灣史料基金會，2012。
- 張炎憲、陳美蓉採訪紀錄，《許世楷與台灣認同外交》，台北：吳三連台灣史料基金會，2012。
- 張炎憲、陳美蓉採訪紀錄，《羅福全與台日外交》，台北：吳三連台灣史料基金會，2012。
- 張炎憲、陳美蓉採訪紀錄，《建國舵手黃昭堂》，台北：吳三連台灣史料基金會，2012。
- 張炎憲、陳世宏採訪紀錄，《蔡明憲與捍衛國防》，台北：吳三連台灣史料基金會，2011。
- 張炎憲、陳世宏採訪紀錄，《吳釗燮與外交突圍》，台北：吳三連台灣史料基金會，2011。
- 張炎憲、曾秋美、沈亮採訪記錄，《青春‧逐夢‧台灣國系列2：掖種》，台北：吳三連台灣史料基金會，2010。
- 張炎憲、曾秋美、沈亮採訪記錄，《青春‧逐夢‧台灣國系列3：發芽》，台北：吳三連台灣史料基金會，2010。
- 張炎憲、曾秋美採訪，《花蓮鳳林二二八》，台北：吳三連台灣史料基金會，2010。
- 張炎憲、陳美蓉編著，《戒嚴時期白色恐怖與轉型正義論文集》，台北：吳三連台灣史料基金會，2010。
- 張炎憲、沈亮編，《梅心怡Lynn Miles人權相關書信集2：跨國人權救援的開端1968-1674》，台北：吳三連台灣史料基金會，2010。
- 張炎憲、曾秋美採訪記錄，《青春‧逐夢‧建國系列１：一門留美學生的建國故事》，台北：吳三連台灣史料基金會，2009。
- 張炎憲、許瑞浩、訪問記錄，《從左到右六十年：曾永賢先生訪談錄》，台北：國史館，2009。
- 張炎憲、陳鳳華訪問記錄，《100行動聯盟與言論自由》，台北：國史館，2008。
- 張炎憲等主編，《李登輝總統訪談錄》全四冊，台北：國史館，2008。
- 張炎憲、陳美蓉、尤美琪訪問記錄，《台灣自救宣言－謝聰敏先生訪談錄》，台北：國史館，2008。
- 張炎憲、沈亮編，《梅心怡Lynn Miles人權相關書信集：台灣民主運動人士篇》，台北：吳三連台灣史料基金會，2008。
- 張炎憲等，《二二八事件責任歸屬研究報告》，台北：二二八事件紀念基金會，2006。
- 張炎憲、溫秋芬編，《見證關鍵時刻‧高雄事件－「台灣之音」錄音紀錄選輯》，台北：吳三連台灣史料基金會，2006。
- 張炎憲主編，《王添灯紀念輯》，台北：財團法人吳三連台灣史料基金會，2005。
- 張炎憲、曾秋美、陳朝海編著，《自覺與認同：1950～1990年海外台灣人運動專輯》，台北：吳三連台灣史料基金會，2003。
- 張炎憲、曾秋美、陳朝海編著，《20世紀台灣新文化運動與國家建構論文集》，台北：吳三連台灣史料基金會，2003。
- 張炎憲、許明薰、楊雅慧、陳鳳華訪問記錄，《風中的哭泣：五○年代新竹政治案件》，新竹：新竹市文化局，2002。
- 張炎憲、許明薰、楊雅慧、陳鳳華訪問記錄，《新竹風城二二八》，新竹：新竹市文化局，2002。
- 張炎憲、胡慧玲、曾秋美訪問記錄，《台灣獨立運動的先聲：台灣共和國》( 上冊 )  ( 下冊 ) ，台北：吳三連台灣史料基金會，2000。
- 張炎憲、陳鳳華訪問記錄，《寒村的哭泣：鹿窟事件》，台北：台北縣政府文化局， 2000。
- 張炎憲、陳美蓉、楊雅慧編，《二二八事件研究論文集》，台北：吳三連台灣史料基金會，1998。
- 張炎憲、高淑媛訪問記錄，《鹿窟事件調查報告》，台北：台北縣立文化中心，1998。
- 張炎憲、陳美蓉、黎中光編，《台灣近百年史論文集》，台北：吳三連台灣史料基金會，1996。
- 張炎憲採訪，《衝擊年代的經驗：台北縣地主與土地改革》。台北：台北縣立文化中心，1996。
- 張炎憲、陳美蓉、黎中光編，《台灣近百年史論文集》。台北：財團法人吳三連台灣史料基金會，1996。
- 張炎憲、高淑媛，《混亂年代的台北縣參議會 1946-1950》。台北：台北縣立文化中心，1996。
- 張炎憲、李筱峰、戴寶村編，《台灣史論文精選》(上、下)。台北 ：玉山社，1996。
- 張炎憲、胡慧玲、黎澄貴訪問記錄，《台北都會二二八》。台北：吳三連台灣史料基金會，1996。
- 張炎憲、胡慧玲、黎澄貴訪問記錄，《淡水河域二二八》。台北：吳三連台灣史料基金會，1996。
- 張炎憲、王逸石、高淑媛、王昭文訪問記錄，《嘉雲平野二二八》。台北：吳三連台灣史料基金會，1995。
- 張炎憲、王逸石、高淑媛、王昭文訪問記錄，《諸羅山城二二八》。台北：吳三連台灣史料基金會，1995。
- 張炎憲、王逸石、高淑媛、王昭文訪問記錄，《嘉義驛前二二八》。台北：吳三連台灣史料基金會，1995。
- 張炎憲、胡慧玲、黎中光，《台北南港二二八》。台北：吳三連台灣史料基金會，1995。
- 張炎憲、陳美蓉、黎中光編，《台灣史與台灣史料(二)》，台北：吳三連台灣史料基金會，1995。
- 張炎憲、王逸石、高淑媛、王昭文訪問記錄，《嘉義北回二二八》。台北 ：自立晚報，1994。
- 張炎憲、胡慧玲、高淑媛訪問記錄，《基隆雨港二二八》。台北：自立，1994。
- 張炎憲、王世慶、李季樺編，《台灣平埔族文獻資料選集》：竹斬社。台北：中央研究院台灣史田野研究室，1993。
- 張炎憲、胡慧玲、高淑媛訪問記錄，《悲情車站二二八》。台北：自立晚報，1993。
- 張炎憲、李筱峰編，《二二八事件回憶集》。台北：稻鄉，1990。
- 張炎憲、李季樺、王靜霏編，《台灣史關係文獻書目(1984-1988) 》。台北：台灣風物雜誌社，1989。
- 張炎憲編，《台灣漢人移民史研究書目》。台北：中央研究院台灣史田野研究室，1989。